# Еммельсбюль-Горсбюль
Еммельсбюль-Горсбюль (нім. Emmelsbüll-Horsbüll) — громада в Німеччині, розташована в землі Шлезвіг-Гольштейн. Входить до складу району Північна Фризія. Складова частина об'єднання громад Зюдтондерн.
Площа — 35,73 км2. Населення становить 887 ос. (станом на 31 грудня 2020).

## Галерея

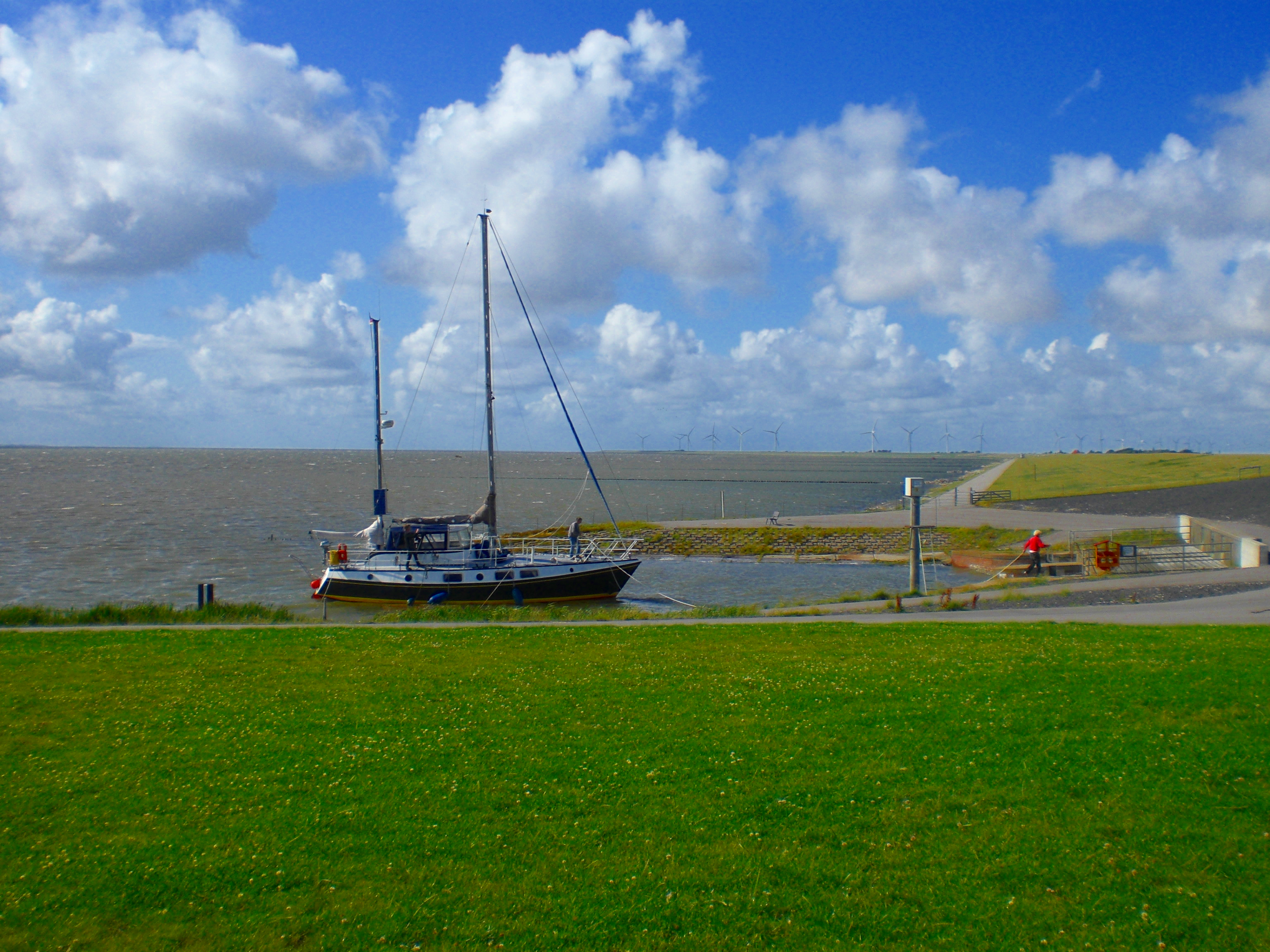